# Biblioteka Narodowa Somalii
Biblioteka Narodowa Somalii (somal. Maktabada Qaranka Soomaaliyeed) – biblioteka narodowa Federalnej Republiki Somalii znajdująca się w stolicy kraju, Mogadiszu.

## Historia

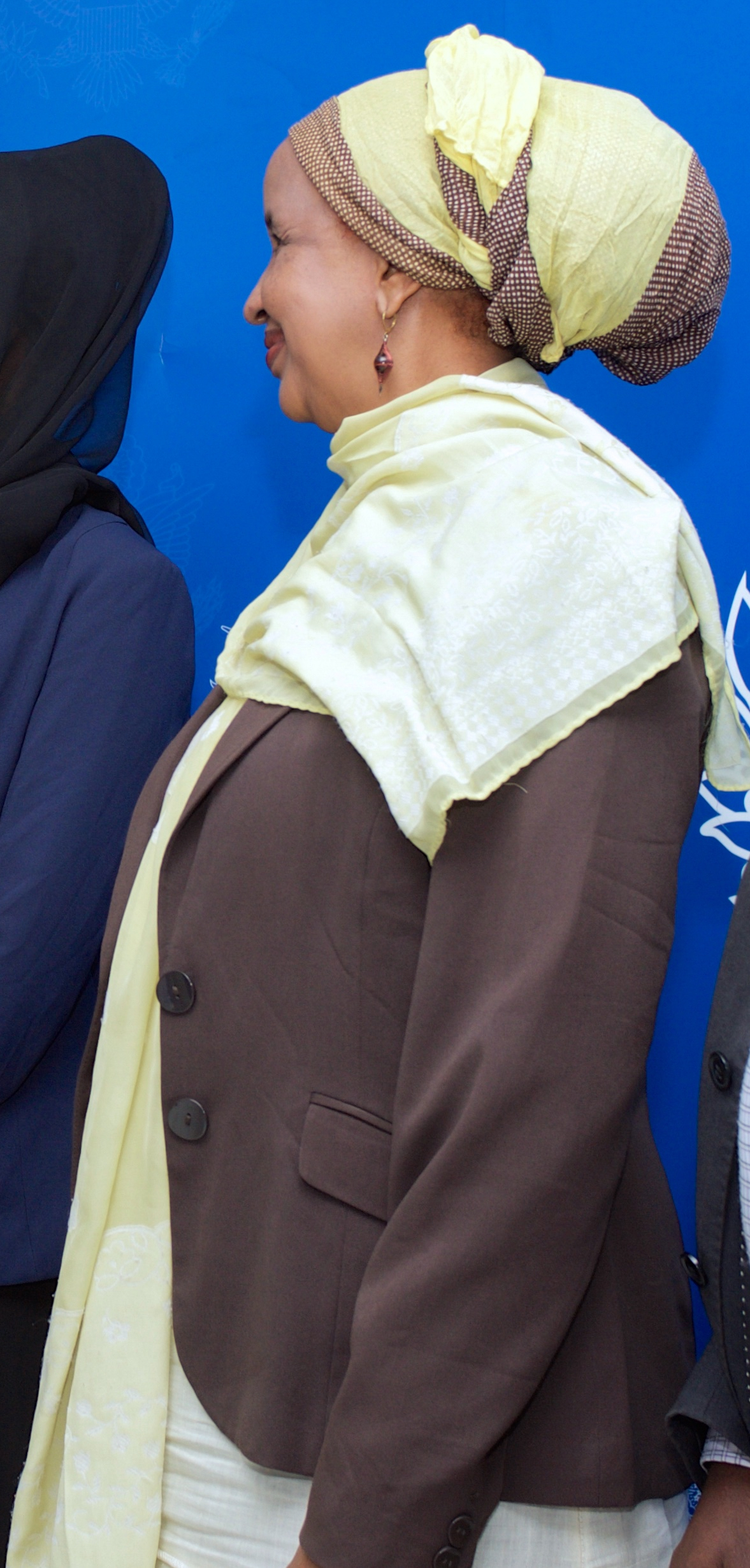
Dyrektorka biblioteki, Zainab Hassan (2015)

Biblioteka została otwarta w 1975 roku i została zamknięta w 1990 roku z powodu wojny domowej, a w 1991 roku zniszczona.
W 2013 roku zapowiedziano renowację budynku, a nowym dyrektorem została poetka, założycielka Somalijskiego Ruchu na rzecz Równości Płci (Somali Gender Equality Movement) Zainab Hassan. Miał on pozostać własnością rządu, jednak w jego renowację wkład mieli mieć prywatni inwestorzy. Jednak pomimo zapowiedzi projekt odbudowy został wstrzymany i do 2023 roku budynek biblioteki nie został otwarty.

## Budynek
W 1984 roku został oddany nowy budynek, w którym działały obok Biblioteki Narodowej Somalii: Muzeum Narodowe i Teatr Narodowy. W zniszczonym w 1991 roku budynku zamieszkało kilka rodzin. Postanowiono go odbudować w 2013 roku. Wpierw konieczne było znalezienie nowych mieszkań dla rodzin mieszkających w budynku lub obok w namiotach. W 2020 roku wyremontowano i otwarto działające w budynku Muzeum Narodowe.

## Zbiory
W momencie otwarcia biblioteki zbiory liczyły 4000 woluminów. W 1983 w zbiorach było około 7000 książek. W czerwcu 2013 roku organizacja Heritage Institute for Policy Studies przesłała bibliotece 22 000 książek. W 2021 roku Katarska Biblioteka Narodowa (QNL) w ramach współpracy przekazała 4000 woluminów.